# Strophanthus
Strophanthus és un gènere de 35-40 espècies de plantes de flors de la família Apocynaceae, naturals principalment de l'Àfrica tropical, s'estenen a Sud-àfrica amb algunes espècies a l'Àsia, India meridional, Filipines i Xina meridional.
El gènere inclou vinyes, arbustos i arbres petits. Les fulles estan enfrontades, són simples, lanceolades i senceres de 2-20 cm de longitud.
Diverses tribus africanes utilitzen algunes espècies per preparar el verí de les seves sagetes.

## Taxonomia
El gènere va ser descrit per Augustin Pyrame de Candolle i publicat a Bull. Sci. Soc. Philom. Paris 3: 122. 1802.
Etimologia
Strophanthus: nom genèric que deriva d'"strophos" i "anthos" (flor torta) pels segments torts de la seva corol·la que en alguna espècie arriba fins als 35 cm de longitud.
- Strophanthus aambe
- Strophanthus alterniflorus
- Strophanthus amboensis
- Strophanthus annamensis
- Strophanthus arboreus
- Strophanthus arnoldianus
- Strophanthus aurantiacus
- Strophanthus barteri
- Strophanthus bequaertii
- Strophanthus boivinnii
- Strophanthus brevicaudatus
- Strophanthus bullenianus
- Strophanthus capensis
- Strophanthus caudatus
- Strophanthus chinensis
- Strophanthus congoensis
- Strophanthus courmontii
- Strophanthus cumingii
- Strophanthus dichotomus
- Strophanthus divaricatus
- Strophanthus eminii
- Strophanthus glabra
- Strophanthus gratus
- Strophanthus hispidus
- Strophanthus laurifolinus
- Strophanthus kombe
- Strophanthus nicholsoni
- Strophanthus petersianus
- Strophanthus preussii
- Strophanthus sarmentosus
- Strophanthus scandens
- Strophanthus speciosus
- Strophanthus thallone
- Strophanthus vanderijstii
- Strophanthus welwitschii